# Peraxilla tetrapetala
Peraxilla tetrapetala là một loài thực vật có hoa trong họ Loranthaceae. Loài này được (L. f.) Tiegh. mô tả khoa học đầu tiên năm 1894.